# Mühlbach (Gemeinde Bad Großpertholz)
Mühlbach ist eine Ortschaft und eine Katastralgemeinde der Gemeinde Bad Großpertholz im Bezirk Gmünd in Niederösterreich mit 117 Einwohnern (Stand 1. Jänner 2024).

## Geografie
Das südwestlich unterhalb des Grundberges (834 m ü. A.) liegende Dorf befindet sich östlich von Bad Großpertholz an der Straße nach Friedreichs und wird vom Mühlbach durchflossen, der bei Oberleinsitz in die Lainsitz mündet. 
Am 1. April 2020 umfasste die Ortschaft 45 Adressen.

## Geschichte
Im Jahr 1822 wurde der Ort als Dorf mit 27 Häusern genannt, das nach Bad Großpertholz eingepfarrt war, wohin auch die Kinder eingeschult wurden. Die Herrschaft Engelstein besaß die Ortsobrigkeit, besorgte die Konskription und hatte die Grundherrschaft inne. Die Landgerichtsbarkeit wurde von der Herrschaft Weitra ausgeübt.
Laut Adressbuch von Österreich waren im Jahr 1938 in Mühlbach zwei Gemischtwarenhändler, ein Hammerschmied, ein Maurermeister und zahlreiche Landwirte ansässig.

## Siedlungsentwicklung
Zum Jahreswechsel 1979/1980 befanden sich in der Katastralgemeinde Mühlbach insgesamt 39 Bauflächen mit 14.453 m² und 11 Gärten auf 4.501 m², 1989/1990 waren es 41 Bauflächen. 1999/2000 war die Zahl der Bauflächen auf 142 angewachsen und 2009/2010 waren es 72 Gebäude auf 132 Bauflächen.

## Landwirtschaft
Die Katastralgemeinde ist landwirtschaftlich geprägt. 210 Hektar wurden zum Jahreswechsel 1979/1980 landwirtschaftlich genutzt und 148 Hektar waren forstwirtschaftlich geführte Waldflächen. 1999/2000 wurde auf 202 Hektar Landwirtschaft betrieben und 152 Hektar waren als forstwirtschaftlich genutzte Flächen ausgewiesen. Ende 2018 waren 197 Hektar als landwirtschaftliche Flächen genutzt und Forstwirtschaft wurde auf 152 Hektar betrieben. Die durchschnittliche Bodenklimazahl von Mühlbach beträgt 16,2 (Stand 2010).